# Ross Noble

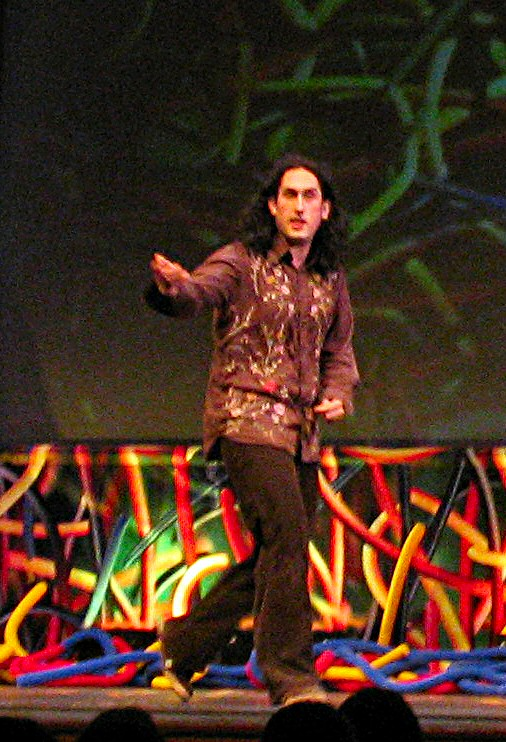
Ross Noble, durante uma apresentação de show de Edinburgh Festival Fringe

Ross Markham Noble (Newcastle upon Tyne, 5 de junho de 1976) é um comediante e ator inglês. Em 2012 Noble fez sua estréia no cinema no filme de terror Stitches.

## Vida pessoal
Noble nasceu em 1976 em Newcastle upon Tyne. E aos 11 anos, foi criado em Northumberland. Em 1997, ele fez inúmeras aparições em programas de televisão ele apresentava na BBC assunto sobre armistício todas as sexta-feira à noite.
Noble tem duas filhas. Ele viveu em uma fazenda em St. Andrews, na Escócia.

### Teatro
A partir de 18 de maio de 2015, Noble estrelou como Franz Liebkind na turnê do Reino Unido em 2015, de The Producers com Jason Manford.